# Solomys salamonis
Espèce
Statut de conservation UICN

 DD  : Données insuffisantes
Solomys salamonis est une espèce de rongeur de la famille des Muridae, du genre Solomys, endémique des Salomon.

## Taxonomie
L'espèce est décrite pour la première fois par le zoologiste australien Edward Pierson Ramsay en 1883.

## Distribution et habitat
L'espèce se rencontre uniquement sur l'île de Nggela Sule aux Salomon.

## Menaces
L'Union internationale pour la conservation de la nature la place dans la catégorie « Données insuffisantes » par manque de données relatives au risque d'extinction en 2008 après qu'elle l'a classée vulnérable depuis 1996.